# Rudens
Rudens és una comèdia de l'autor llatí Plaute. Es calcula que va ser escrita cap a l'any 211 aC. El títol es pot traduir al català com «La soga» o «el cable», fent referència a aquell amb el que es lliga un cofre que conté diversos amulets que se salven d'un naufragi. També es coneix com Els nàufrags.

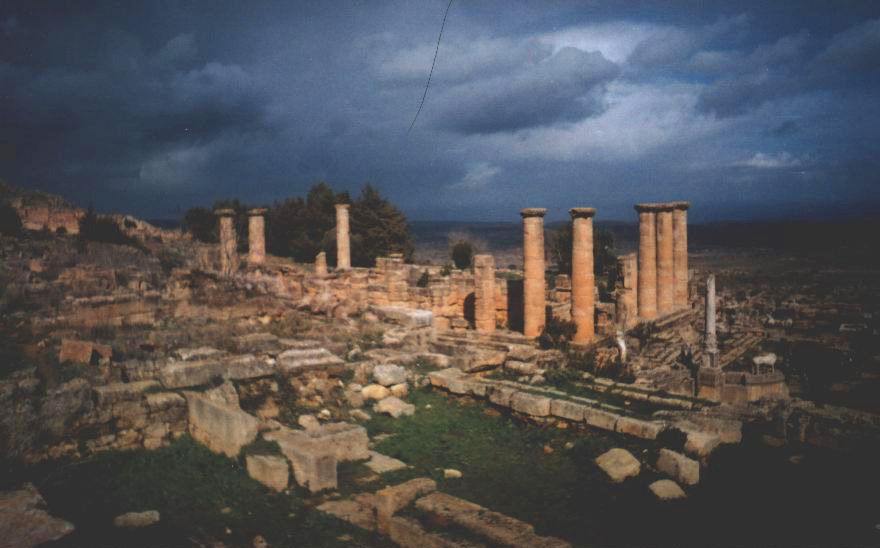
Les runes de Cirene, la ciutat des d'on s'escapa el proxeneta amb les cortesanes

## Argument
Un proxeneta (Labrax) fuig de Cirene amb dues de les seves belles esclaves. Naufraguen i les dues esclaves aconsegueixen refugiar-se al temple de la dea Venus, sota la protecció d'una sacerdotessa.
Labrax, arrossegat per les onades fins on són les dues noies, les descobreix i les treu per força del temple. Inesperadament, un vell, acompanyat de la seva gent, s'enfronta al proxeneta per ajudar les noies indefenses. Els déus recompensen la virtut del vell, ja que una de les dues esclaves és la seva filla, que feia molt de temps havia estat raptada per pirates i que ja no tenia esperances de tornar a veure mai més. La reconeix gràcies a les crepundia, uns amulets que s'usaven per protegir els infants. Es tracta, doncs, d'una trama arquetípica: una noia, Palestra, que havia estat raptada pels pirates, retroba el seu pare, Demones. Tanmateix, la història és força més complexa i les situacions humorístiques sorgeixen de les relacions entre esclaus i amos. L'acció se situa a Cirene, al nord d'Àfrica, però els personatges provenen de diferents ciutats, principalment d'Atenes.
Se sap que aquesta obra la va traduir Plaute d'una altra del poeta còmic grec Dífil de Sinope, però no es coneix el títol de l'obra en grec.